# Varanger

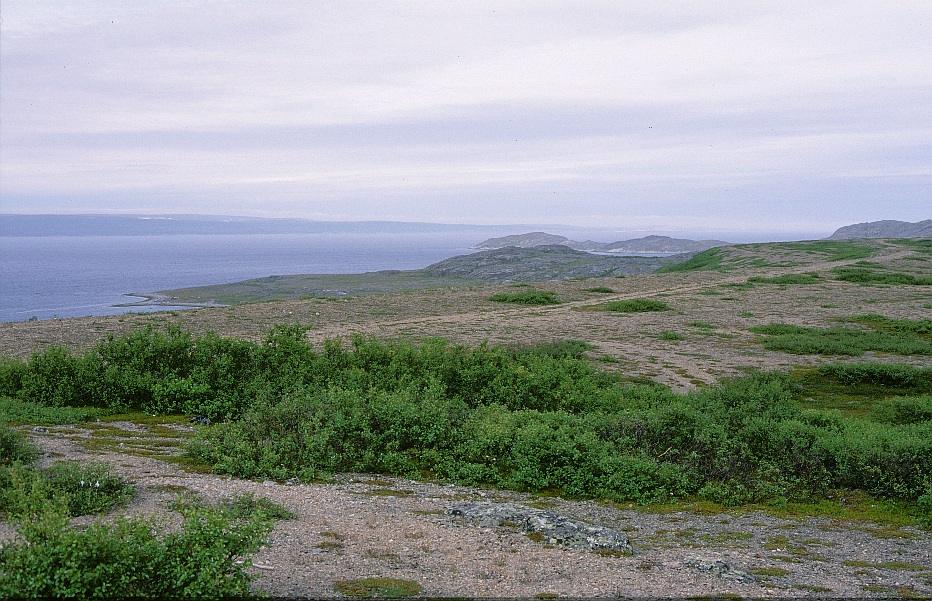
Landskap vid Varangerfjorden

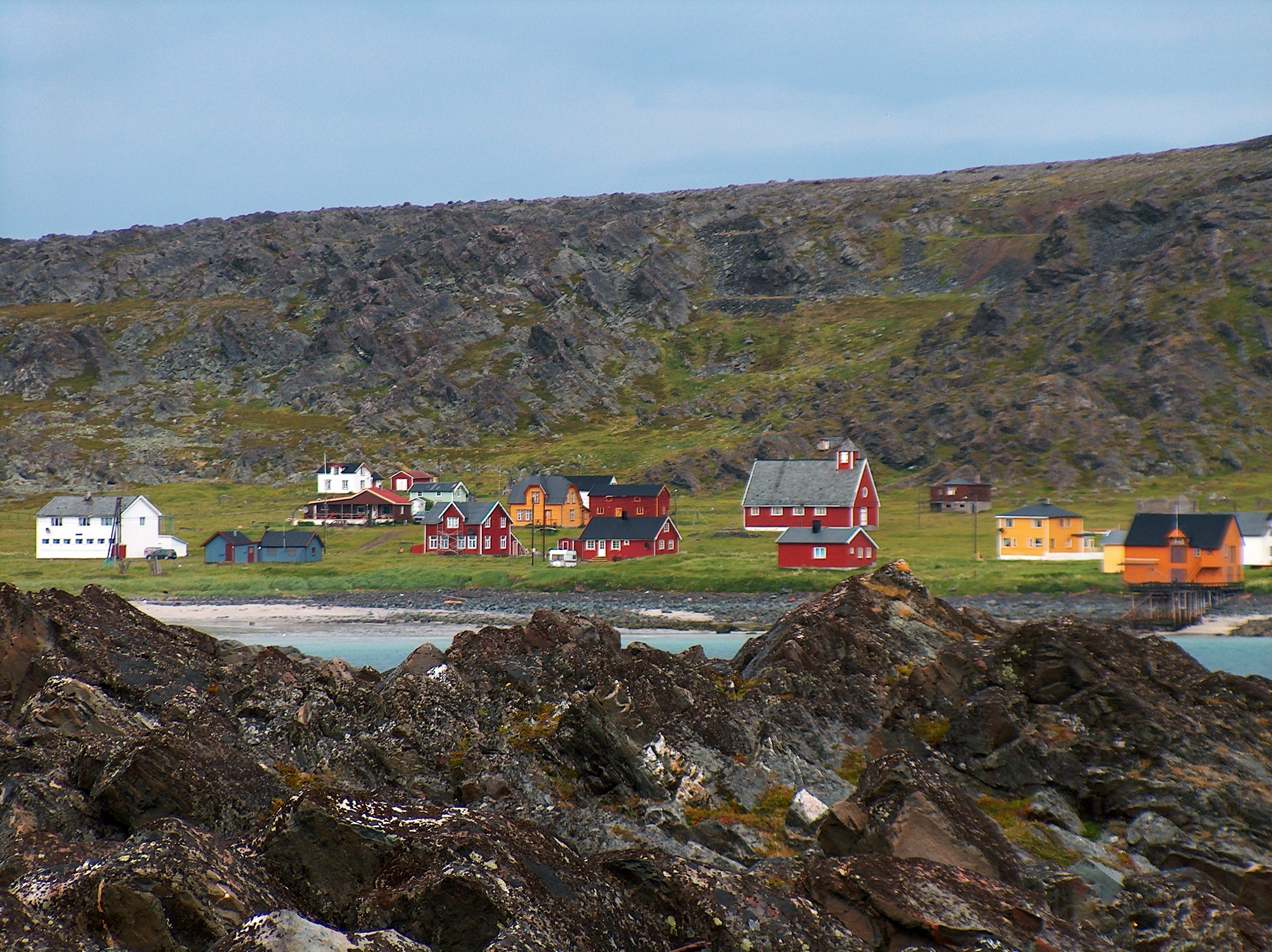
Hamningberg på Varangerhalvön

Varanger är ett informellt område i Finnmark fylke i Norge, som omfattar fylkets östligaste del. Vanligen anses det omfatta Varangerhalvön och områdena runt Varangerfjorden, det vill säga kommunerna Berlevåg, Båtsfjord, Vardø, Vadsø, Nesseby och Sør-Varanger.
Varanger var från början ett namn på en fjord, det norröna Ver(j)angr, sammansatt av ver – "fiskevær" (fiskeläge") och angr – "trång fjord". Namnet användes troligen först för Meskfjorden, den smala fjordarmen innerst i Varangerfjorden, vilken sträcker sig från Angsnes in till Varangerbotn.

## Turism
Varanger ligger i mitten av den så kallade norrskensovalen, vilket innebär att det är ett gynnsamt område för att observera norrsken.
Varanger är också ett populärt område för fågelskådare.
Golfströmmen för med sig varmt vatten från Atlanten in i Norra Ishavet fram till Varangerhalvön, vilket håller kusten isfri året runt. Varanger är i fågelsammanhang bland annat känt för övervintrande populationer av alförrädare.

## Nasjonal turistveg Varanger
Den nationella turistvägen Varanger går mellan Varangerbotn och Hamningberg på Europaväg 75 och fylkesväg 8100. Den är 160 kilometer lång. Vintertid är Hamningbergveien mellan Smelror och Hamningberg stängd, normalt mellan november och någon gång i maj.